# Завод азотних добрив у Шуайбі
Завод азотних добрив у Шуайбі — колишнє підприємство кувейтської хімічної промисловості, майданчик якого розташований у потужній індустріальній зоні Шуайба.
Первісно єдиним кувейтським заводом добрив опікувалась заснована у 1964-му Kuwait Chemical Fertilizer Company (KCFC), власниками якої були National Industries Company (NIC, на момент початку проєкту належала державі на 51 %), British Petroleum та Gulf Oil. У 1973-му частки іноземних учасників викупила Petrochemical Industries Company (PIC), що на той час уже більш ніж на 90 % належала державі. У 1976-му держава придбала приватні частки у NIC та PIC, після чого KCFC приєднали до PIC.
Розвиток майданчику почався із запуску в 1967-му виробництва аміаку річною потужністю 120 тисяч тонн. Аміак використовували для виробництва сечовини добовою продуктивністю 550 тонн, а також у виробництві ще одного азотного добрива — сульфату амонію. Продукування останнього потребувало сульфатної кислоти, яку також виробляли у Шуайбі.
У 1971—1972 роках ввели в дію ще по дві лінії аміаку та сечовини сукупною потужністю 800 тонн і 640 тонн на добу відповідно.
У 1977-му добову потужність першої черги по сечовині збільшили від 550 до 950 тонн. А у 1982-му стала до ладу третя черга, що могла випускати 1000 тонн аміаку та 580 тонн сечовини на добу.
У 1984-му ввели в дію четверту лінію аміаку, що дозволило вивести з ладу першу. З урахуванням певної модернізації у 1988—1989 роках загальна добова потужність комплексу досягнула 3000 тонн аміаку та 2400 тонн сечовини (номінальна річна потужність 1 млн тонн та 792 тисячі тонн відповідно).
Під час іракської агресії завод зазнав серйозних руйнувань, проте відновлення вдалось завершити вже у 1993-му.
Частина аміаку спрямовувалась на експорт, зокрема на три заводи з виробництва комплексних азотно-фосфорних добрив у Тунісі, Туреччині та Китаї, в яких PIC стала міноритарним учасником у середині 1980-х.
Після модернізації у 2002-му акцент перенесли на виробництво сечовини, при цьому потужність майданчику тепер становила 1880 тонн аміаку та 3150 тонн сечовини на добу.
Наприкінці 2000-х на тлі зростання енергоспоживання в Кувейті виник дефіцит газу, який є сировиною для продукування аміаку. Для його покриття у 2009-му почав роботу термінал ЗПГ Міна-аль-Ахмаді, проте в PIC оцінювали перспективи свого підрозділу азотної хімії негативно і того ж року оголосили про бажання в довгостроковій перспективі продати його. Втім, у підсумку на початку 2018-го завод зупинили, а у 2023-му PIC передала його активи за 18 млн доларів США іншій компанії, що мала провести демонтаж обладнання протягом 3 років.